# Methia debilis
Methia debilis är en skalbaggsart som först beskrevs av Horn 1895.  Methia debilis ingår i släktet Methia och familjen långhorningar. Inga underarter finns listade i Catalogue of Life.